# Tre vildmarksmål
Tre Vildmarksmål (TVM) är en ungdomsverksamhet inom Friluftsfrämjandet. Verksamheten riktar sig till ungdomar och unga vuxna som är ca 14-25 år. TVM är Friluftsfrämjandets äventyrsgrupper för ungdomar, där både stora och små äventyr finns representerade bland aktiviteterna. Exempel på aktiviteter är paddling, vandring, cykling, fjällresor och lägerverksamhet. 
Verksamheten startades 1958 på initiativ av Torvald Wermelin.
Det traditionella målet är att en TVM-grupp ska klara sig själva utan ledare och att man som enskild friluftsmänniska ska lära sig att lösa problem på egen hand men även i grupp. Under de första decennierna hade TVM karaktären av en egen sektion i Friluftsfrämjandet. Under senare tid har utvecklingen gått mot att TVM mer ses som en ren verksamhet i Friluftsfrämjandet, integrerad i organisationen på samma sätt som övriga aktiviteter.
De tre vildmarksmål som gett verksamheten sitt namn är vattnet, fjället och skogen. 
Vildmarksmålen symboliserar naturen som verksamhetens arena.
TVM är till för alla unga som är intresserade av friluftsliv. Det är en fortsättning på Friluftsfrämjandets barnverksamhet och flertalet av deltagarna kommer från denna. En stark tradition i verksamheten är invigningen, som är en introduktionshelg till verksamheten. Traditionellt invigs man i verksamheten vid ca 14 års ålder. Invigningen inkluderar som regel sådant som information om verksamheten, vandring och andra aktiviteter i grupp, och en stämningsfull välkomstceremoni. Exakt vad som händer på invigningen är dock hemligt för spänningens skull..
TVM-märket, som är verksamhetens symbol, innehåller flera former av symbolspråk.
Yxan till vänster står för skogen, paddeln i mitten står för vattnet och isyxan till höger står för fjällen